# LaFayette (Géorgie)
Cette page contient des caractères spéciaux ou non latins. S’ils s’affichent mal (▯, ?, etc.), consultez la page d’aide Unicode.
Pour les articles homonymes, voir LaFayette.
La ville américaine de LaFayette (en anglais [ˌlɑːfiːˈɛt]) est le siège du comté de Walker, dans l’État de Géorgie.

## Démographie
| 1870 | 1880 | 1890 | 1900 | 1910  | 1920  |
| ---- | ---- | ---- | ---- | ----- | ----- |
| 251  | 207  | 377  | 491  | 1 590 | 2 104 |

| 1930  | 1940  | 1950  | 1960  | 1970  | 1980  |
| ----- | ----- | ----- | ----- | ----- | ----- |
| 2 811 | 3 509 | 4 884 | 5 588 | 6 044 | 6 517 |

| 1990  | 2000  | 2010  | - | - | - |
| ----- | ----- | ----- | - | - | - |
| 6 313 | 6 702 | 7 121 | - | - | - |

Lors du recensement de 2000, sa population s’élevait à 6 702 habitants.

## Source
- (en) Cet article est partiellement ou en totalité issu de l’article de Wikipédia en anglais intitulé « LaFayette, Georgia » (voir la liste des auteurs).